# Lukáš Cienciala
Lukáš Cienciala (* 4. dubna 2001 Třinec) je český profesionální fotbalista, který hraje na pozici záložníka za český klub FK Třinec, jehož je odchovancem. Zároveň je také bývalým českým mládežnickým reprezentantem.

## Klubové statistiky
Aktuální k 1. řijnu 2024
| Sezona    | Klub                  | Soutěž         | Zápasy | Góly |
| --------- | --------------------- | -------------- | ------ | ---- |
| 2017/2018 | FK Forbal Třinec U–21 | Juniorská liga | 13     | 1    |
| 2017/2018 | FK Třinec             | FNL            | 2      | 0    |
| 2018/2019 | FK Fotbal Třinec      | FNL            | 16     | 0    |
| 2018/2019 | FK Fotbal Třinec      | Juniorská liga | 5      | 1    |
| 2019/2020 | FK Fotbal Třinec      | Fortuna:NL     | 20     | 2    |
| 2020/2021 | FK Fotbal Třinec      | Fortuna:NL     | 20     | 1    |
| 2021/2022 | FK Dukla Praha        | Fortuna:Liga   | 23     | 0    |
| 2021/2022 | FK Dukla Praha B      | Fortuna:NL     | 2      | 0    |
| 2022/2023 | MFK Karviná           | Fortuna:NL     | 12     | 0    |
| 2023/2024 | FK Třinec             | MSFL           | 15     | 4    |
| 2024/2025 | FK Třinec             | MSFL           | 11     | 3    |

## Reprezentace
Mezi lety 2018 až 2022 odehrál Cienciala sedm zápasů za mládežnické reprezentace ČR.